# 陽光海岸地區

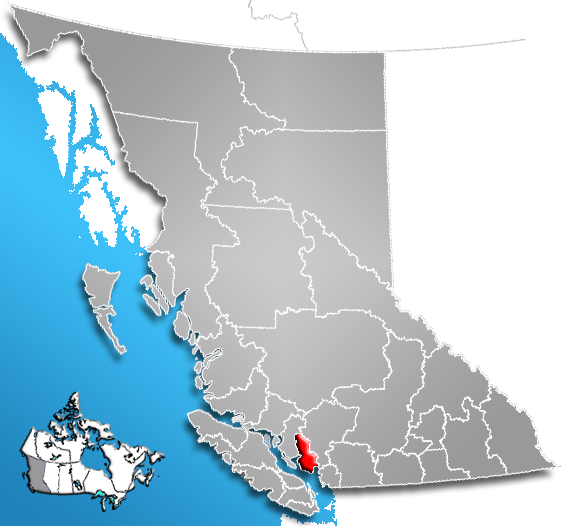
陽光海岸地區在卑詩省的位置

陽光海岸地區（英語：Sunshine Coast Regional District）是加拿大卑詩省西南部喬治亞海峽沿岸的一個行政區，於1967年1月4日成立，行政中心設於錫謝爾特。據2011年人口普查，區内共有28,619名居民，總面積3,776.62平方公里。

## 轄區
陽光海岸地區下設三個地區自治體，如下：
- 錫謝爾特地區自治體（District Municipality of Sechelt）
- 吉布森斯鎮（Town of Gibsons）
- 錫謝爾特印第安政府區（Sechelt Indian Government District）

區内的非建制地區則分為五個選區（electoral areas），如下：
- 陽光海岸甲選區（Electoral Area A）
- 陽光海岸乙選區（Electoral Area B）
- 陽光海岸丁選區（Electoral Area D）
- 陽光海岸戊選區（Electoral Area E）
- 陽光海岸己選區（Electoral Area F）

此區的行政機關為陽光海岸地區委員會，由8名委員組成。委員由兩種方法產生：代表建制城鎮的委員由該城鎮的議會委任而成，而代表非建制地區的委員則由上述五個選區内的選民直接選出。三個地區自治體和五個選區各有一名委員。

## 外部連結
- （英文）SCRD （页面存档备份，存于）－陽光海岸地區官方網站